# Хиракава, Дайсукэ
Дайсукэ Хиракава (яп. 大輔 平川 Хиракава Дайсукэ, род. 4 июня 1973 года, префектура Ниигата) — японский сэйю. В некоторых ролях также известен как Тацуя Хираи (яп. 平井 達矢 Хираи Тацуя). Является официальным актёром дубляжа Орландо Блума и озвучивал на японском языке персонажей: Уилла Тернера из «Пиратов Карибского моря» и «Kingdom Hearts II» и Леголаса из кинотрилогии «Властелин колец».

## Карьера
Окончил 11-й семестр Академии актёров озвучивания Кацута. В то же время там учились Хидэки Огихара, Кацуюки Кониси и Эмико Хагивара. Раньше он работал в Dojinsha Production и Media Force.
Дебютная работа — это эпизодические роли, такие как Человек А и тибетские монахи в «Семи годах в Тибете» для показа в полёте. Сам Хиракава не смог увидеть свой дебютный фильм из-за возможности просмотра только на борту.
Первая большая роль дубляжа в кино — это роль Леголаса, которую сыграл Орландо Блум во «Властелине колец». С тех пор он отвечал за дубляж Орландо Блума и продолжал появляться в крупных работах, таких как Уилл Тёрнер в «Пиратах Карибского моря». В аниме он сыграл одного из главных героев в роли Франца Депине в сериале «Ганкуцуоу» 2004 года. Сначала он хотел сыграть роль Альберта, главного героя, поэтому заявил в офис, что обязательно возьмёт эту роль и участвовал в прослушивании, но потерпел поражение и получил роль Франца, который является лучшим другом главного персонажа. Он стал известен любителям аниме в роли Франца. «Властелин колец» и «Ганкуцуоу» — важные произведения, ставшие поворотным моментом в его карьере, и без этих двух произведений по словам Хиракавы «я, возможно, не смог бы продолжить свою работу».

## Работы и роли

### Аниме-сериалы
2001
- Grappler Baki: Maximum Tournament — Кохэй Хатанака

2003
- Papuwa — Тохоку Мияги, Хаяси

2004
- Gankutsuou — Барон Франц де Эпине
- BECK: Mongolian Chop Squad — Юсукэ Сики

2005
- Eyeshield 21 — Хаято Акаба
- Jinki: Extend — Хироси Кавамото
- Transformers: Cybertron — Лихач
- Shuffle! — Масанори Такидзава
- Idaten Jump — Сэйя Кандзаки

2006
- School Rumble: Second Semester — Кадзуя Танака
- Otogi-Jushi Akazukin — Хансель
- Chocotto Sister — Харума Кавагоэ
- Kekkaishi — Кимия Хатиодзи

2007
- School Days — Макото Ито
- Zero no Tsukaima: Futatsuki no Kishi — Джулио Чезаре

2008
- Dinosaur King — Сетс
- Itazura na Kiss — Наоки Ириэ
- Rin ~Daughters of Mnemosyne~ — Тэруки Маэно
- Naruto Shippuden — Сора
- Zero no Tsukaima: Princess no Rondo — Джулио Цезаре

2009
- Shangri-La — Соитиро Хата
- Bleach — Сэмбондзакура (Меч дзампакто), Харунобу Огидо

2010
- Omamori Himari — Юто Амакава
- SD Gundam Sangokuden Brave Battle Warriors — Сюю Хякусики, Рэйтэй Гандам
- Hyakka Ryouran Samurai Girls — Ягю Мунэакира
- Detective Conan — Умпэй Тэрадо

2011
- Horizon in the Middle of Nowhere — Норики Нэндзи
- Starry Sky — Аодзора Хаято
- Yu-Gi-Oh! Zexal — Чарли Маккой
- Heart no Kuni no Alice — Эйс
- Beelzebub — Итиро Алекс Родригес Синдзё
- No. 6 — Ямасэ
- Naruto Shippuden — Сора

2012
- Beelzebub — О’Доннелл
- Hidamari Sketch × Honeycomb — Дзюриэ
- Hiiro no Kakera — Сугуру Оми
- Shirokuma Cafe — Gentoo Penguin
- Space Battleship Yamato 2199 — Хироки Синохара
- Zero no Tsukaima F — Джулио Чезаре

2013
- Brothers Conflict — Укё Асахина
- Diabolik Lovers — Райто Сакамаки
- Free! — Iwatobi Swim Club — Рэй Рюгадзаки
- Karneval — Акари
- Yu-Gi-Oh! ZEXAL II — Дорубэ
- Alice in the country of hearts — Эйс

2014
- Aikatsu! — Сюн Ёцуба
- Ao Haru Ride — Ёити Танака
- Free! Eternal Summer — Рэй Рюгадзаки
- Hōzuki no Reitetsu — Момотаро
- JoJo’s Bizarre Adventure: Stardust Crusaders — Нориаки Какёин
- Love Stage!! — Рэй Сагара

2015
- Aldnoah.Zero 2 — Харклайт
- Beautiful Bones: Sakurako s Investigation — Такэси Фудзиока
- Dance with Devils — Сики Нацумэдзака
- Diabolik Lovers: More, Blood — Райто Сакамаки
- My Monster Secret — Канадэ Окада
- JoJo’s Bizarre Adventure: Stardust Crusaders — Battle in Egypt — Нориаки Какёин
- Kamisama Kiss 2 — Суйро
- Log Horizon 2 — Элиас Хакблэйд
- Seraph of the End: Battle in Nagoya — Сюсаку Ивасаки
- Star-Myu — Цубаса Хираги
- The Testament of Sister New Devil — Кёити Сиба

2016
- Prince of Stride: Alternative — Сидзума Маюдзуми
- Aikatsu Stars! — Хикару Моробоси
- Ajin: Demi-Human — Кодзи Танака
- Mobile Suit Gundam: Iron-Blooded Orphans — Саваран Канурэ
- Handa-kun — Соити Нагамаса
- Berserk — Джероми
- Nobunaga no Shinobi — Такэнака Хамбэ
- Magic-kyun Renaissance — Синра Итидзёдзи
- Shūmatsu no Izetta — Эллиот

2020
- Mr Love: Queen's Choice — Люсьен

2021
- «Дракон в поисках дома» — Белый маг

### OVA
- Hunter x Hunter: G.I. Final (2004) — Abengane
- School Days: Valentine Days (2008) — Макото Ито
- Megane na Kanojo (2010) — Такаси Миягути
- Saint Seiya: The Lost Canvas (2011) — Водолей Дегел
- Kono Danshi Uchuu-jin to Tatakaemasu (2012) — Сиро
- Nozoki Ana (2013) — Тацухико Кидо
- Hybrid Child (2014) — Хадзуки
- Diabolik Lovers (2015) — Райто Сакамаки
- Noblesse (manhwa) (2016) — Франкенштейн

### Анимационные фильмы
- The Sky Crawlers (2008) — Айзу Юдагава
- Tiger & Bunny: The Rising (2014) — Андрей Скотт/Virgil Dingfelder
- Ajin Part 1: Shōdō (2015) — Кодзи Танака

### ONA
- Mobile Suit Gundam Thunderbolt (2015) — Комелиус Кака

### Видеоигры
- Arknights — Courier
- Assassin s Creed Syndicate — Джейкоб Фрай
- Borderlands 2 — Рональд
- Brothers Conflict (2013) — Укё Асахина
- Code:Realize ~Sousei no Himegimi~ (2014) — Сайнт Гермайн
- Danball Senki W — Кирито Казама
- Diabolik Lovers (2012—2015) — Райто Сакамаки
- Disgaea D2: A Brighter Darkness — Хенолит
- Garnet Cradle (2009) — Сакудзава Кэйтиро
- Heart no Kuni no Alice ~Wonderful Wonder World — Эйс — рыцарь червей
- Hiiro no Kakera — Сугуру Оми
- Ijiwaru my Master (2008) — Сиросаки Хомура
- JoJo's Bizarre Adventure: Eyes of Heaven (2015) — Нориаки Какёин
- Kichiku Megane (2007) — Саэки Кацуя
- Kichiku Megane R — Саэки Кацуя
- Kingdom Hearts II (2005) — Уилл Тёрнер
- Kingdom Hearts 3D: Dream Drop Distance (2012) — Сэм Флинн
- Legend of Heroes: Sen No Kiseki (2013) — Руфус Арбарея
- Lucky Dog 1 — Иван Фиор
- Maid Hajimemashita ~Goshujin-sama no Osewa Itashimasu~ — Цуда Кэйити
- Neo Angelique (2008) — Бернард
- Omerta ~Chinmoku no okite~ — Лука Велини
- Otometeki Koi Kakumei Love Revo!! (2010) — Такаси Сакурагава
- School Days (2007) — Макото Ито
- Super Robot Wars Z (2008) — Эдель Берналь
- Super Robot Wars Z3: Tengoku-Hen (2015) — АГ
- Tales of Breaker (2005) — Ютеки и Саубер
- The Legend of Heroes: Sen no Kiseki II (2014) — Руфус Арбарея
- Togainu no Chi — Кадзуи
- Zettai Meikyuu Grimm (2010) — Вильхем Гримм

### Drama CD
- Ai no Kotoba mo Shiranaide (2008) — Сёго Кадзи
- Aishiteru (Youko Fujitani) (2008) — Айхо Харумото
- Akanai Tobira (2008) — Татибана
- Alterna (Orutana) (2009) — Кэйсукэ Такэо
- Ambassador wa Yoru ni Sasayaku (2009) — Баер
- Boku no Koi no Hanashi Himegoto (2006) — Рюдзи Мидзуэ
- Boukun no Kajou na Aijou (2004) — Макото Тоояма
- Daisukes — Курокава Дайсукэ
- Danna Catalogue — Камбэ Хироси
- Dash! — Акимото
- Diabolik Lovers — Райто Сакамаки
- Gisou Renai no Susume (2007) — Маки Асихара
- Goshujinsama to Inu (2008/2009) — Тихару Асадо
- Haiyore! Nyarko-san (2009) — Ньярлатотеп
- Hanakage ~Ochita Mitsuka~ — Хугх Гленн
- Hitorijime Theory (2009) — Нисиока
- I LOVE PET! vol. 7 , Shepherd Dog — Сосукэ
- Secret Eye (2009) — Сиросаки Хомура
- Iro Otoko ~Kyoudai Hen~ (2008)
- Jain no Chi (2007) — Такааки Кадоно
- Jooubachi no Kanbinaru Kougou — Хакую
- Junk!Boys (2006) — Цубаса Сакума
- Kageki series 5: Kageki ni Tengoku — Рагунору
- Katekyo! (2009) — Каэдэ Сумидзомэ
- Kichiku Megane Souchaku Ban (2007) — Саэки Кацуя
- Kichiku Megane Hisouchaku Ban — Саэки Кацуя
- Koi no Shizuku (2008) — Рэйдзи Такасэ
- Konna Otoko wa Aisareru (2008), Сёго Кадзи
- Kotonoha no Hana Series 2: Kotonoha no Sekai (2011) — Ютака Фудзино
- Koisuru Boukun — Хирото
- Kuroi Aijou (2007) — Томори Фусими
- Mede Shireru Yoru no Junjou — Кичо
- Reload (2008)
- Repeat After Me? (2009) — Ацуси Имай
- Risou no Koibito (2013) — Юсими Косака
- Sanbyaku nen no Koi no Hate (2009), Хию
- Saudade (2007) — Робер Бланса Серрано
- Shukan Soine — Какэру
- Slaver Series — Цукуй
- Spirits Tea (2007) — Каяма Кёхэй
- Stray Sheep (Satoshi Kagami) — Сэйдзи Татибана
- Tsumitsukuri na Kimi (2006) — Юдзуки
- Yandere Heaven Black Series 1: Seishin Gakuen Boys Dormitory (2012) — Масато Набари
- Yuiga Dokuson na Otoko — Тосикадзу Оки
- Yuuutsu na Asa (2010/2011), Томоюки Кацураги
- Yume Miru Seiza (2008) — Kuze in Yume Miru Seiza (The Constellation Shine in the Sky) / Kensuke Yamaguchi in Saredo Utsukushiki Hibi (Beautiful Days)
- Ze — Хими